# Distritos de Lesoto
El Reino de Lesoto está dividido en diez distritos, cada uno de los cuales está dirigido por un administrador de distrito. Cada distrito tiene una capital conocida como camptown. Los distritos se subdividen a su vez en 80 circunscripciones, que consisten en 129 consejos comunitarios locales. La mayoría de los distritos llevan el nombre de sus capitales. Hlotse, la capital del distrito de Leribe, es también conocida como Leribe. Por el contrario, el distrito de Berea es llamado a veces Teyateyaneng, debido a su capital.

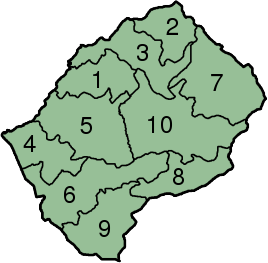
Mapa de Lesoto con los distritos destacados

| Clave | Distrito    | Capital      | Población (censo de 2006) | Población (censo de 2014) | Área (km²) | Circunscripciones electorales (total 80) |
| ----- | ----------- | ------------ | ------------------------- | ------------------------- | ---------- | ---------------------------------------- |
| 1     | Berea       | Teyateyaneng | 248,225                   | 262,616                   | 2,222      | 11                                       |
| 2     | Butha-Buthe | Butha-Buthe  | 109,139                   | 118,242                   | 1,767      | 5                                        |
| 3     | Leribe      | Hlotse       | 296,673                   | 337,521                   | 2,828      | 13                                       |
| 4     | Mafeteng    | Mafeteng     | 192,795                   | 178,222                   | 2,119      | 8                                        |
| 5     | Maseru      | Maseru       | 436,399                   | 519,186                   | 4,279      | 18                                       |
| 6     | Mohale Hoek | Mohale Hoek  | 173,706                   | 165,590                   | 3,530      | 8                                        |
| 7     | Mokhotlong  | Mokhotlong   | 95,332                    | 100,442                   | 4,075      | 4                                        |
| 8     | Qacha Nek   | Qacha Nek    | 71,756                    | 74,566                    | 2,349      | 3                                        |
| 9     | Quthing     | Quthing      | 119,811                   | 115,469                   | 2,916      | 5                                        |
| 10    | Thaba-Tseka | Thaba-Tseka  | 128,885                   | 135,347                   | 4,270      | 5                                        |